# Jane Bridge
Jane Bridge (4 de febrero de 1960) es una deportista británica que compitió en judo. Ganó una medalla de oro en el Campeonato Mundial de Judo de 1980, y tres medallas de oro en el Campeonato Europeo de Judo entre los años 1976 y 1980.

## Palmarés internacional
| Campeonato Mundial | Campeonato Mundial          | Campeonato Mundial | Campeonato Mundial |
| Año                | Lugar                       | Medalla            | Categoría          |
| ------------------ | --------------------------- | ------------------ | ------------------ |
| 1980               | Nueva York (Estados Unidos) | Medalla de oro     | –48 kg             |
| Campeonato Europeo |                             |                    |                    |
| Año                | Lugar                       | Medalla            | Categoría          |
| 1976               | Viena (Austria)             | Medalla de oro     | –48 kg             |
| 1978               | Colonia (RFA)               | Medalla de oro     | –48 kg             |
| 1980               | Údine (Italia)              | Medalla de oro     | –48 kg             |